# Fantastic'Arts 2007
La quatorzième édition du festival Fantastic'Arts s'est déroulée du 31 janvier au 4 février 2007 à Gerardmer. Le thème de cette édition était les "Jeux de miroirs".

## Palmarès
| Prix                                                   | Attribué à                                                | Pays                      |
| ------------------------------------------------------ | --------------------------------------------------------- | ------------------------- |
| Grand prix du festival                                 | Norway of Life (Den brysomme mannen) de Jens Lien         | Norvège                   |
| Prix du jury                                           | Black Sheep de Jonathan King et Fido d'Andrew Currie (en) | Nouvelle-Zélande / Canada |
| Prix de la critique internationale                     | Norway of Life (Den brysomme mannen) de Jens Lien         | Norvège                   |
| Prix du jury jeunes                                    | Norway of Life (Den brysomme mannen) de Jens Lien         | Norvège                   |
| Prix du public L'Est républicain - La Liberté de l'Est | Black Sheep de Jonathan King                              | Nouvelle-Zélande          |
| Prix Sci-Fi                                            | Norway of Life (Den brysomme mannen) de Jens Lien         | Norvège                   |
| Prix de la bande originale                             | Fido d'Andrew Currie (en)                                 | Canada                    |
| Prix des inédits vidéo                                 | Alien Apocalypse de Josh Becker (en)                      | Allemagne                 |
| Grand prix du court métrage fantastique                | Echo de Yann Gozlan                                       | France                    |

## Films en compétition
- Black Sheep de Jonathan King ( Nouvelle-Zélande)
- Fido d'Andrew Currie (en) ( Canada)
- Trois jours à vivre (In 3 Tagen bist du tot) de Andreas Prochaska ( Autriche)
- KM 31 : Kilomètre 31 (Kilómetro 31 (es)) de Rigoberto Castañeda ( Mexique /  Espagne)
- Norway of Life (Den brysomme mannen) de Jens Lien ( Norvège /  Islande)
- Re-cycle (鬼域, Gwai wik) de Danny Pang et Oxide Pang ( Thaïlande /  Hong Kong)
- Rétribution (叫, Sakebi?) de Kiyoshi Kurosawa ( Japon)
- Sisters de Douglas Buck (en) ( États-Unis /  Canada /  Royaume-Uni)
- Abandonnée (The Abandoned) de Nacho Cerdà ( Espagne /  Royaume-Uni /  Bulgarie)
- The Return de Asif Kapadia ( États-Unis)

## Courts métrages en compétition
- Ange de Nikolas List ( Belgique)
- Chair fraiche de Jean-Patrick Benes, Allan Mauduit ( France)
- Écho de Yann Gozlan ( France)
- Judas de Nicolas Bary ( France)
- Les petits hommes vieux de Yann Chayia ( France)

## Films hors compétition
- Cry Wolf de Jeff Wadlow ( États-Unis)
- Pee-Wee Big Adventure de Tim Burton ( États-Unis)
- The Great Yokai War (妖怪大戦争, Yōkai daisensō?) de Takashi Miike ( Japon)
- Wilderness de Michael J. Bassett ( Royaume-Uni)

### Nuit du Soleil levant
- Réincarnation (輪廻, Rinne?) de Takashi Shimizu ( Japon)
- Ju-on: The Grudge (呪怨, Juon?) de Takashi Shimizu ( Japon)
- The Grudge de Takashi Shimizu ( États-Unis /  Japon)

### Soirée CulteMassacre à la tronçonneuse
- Massacre à la tronçonneuse : Le Commencement (The Texas Chainsaw Massacre: The Beginning) de Jonathan Liebesman ( États-Unis)
- Massacre à la tronçonneuse (The Texas Chainsaw Massacre) de Marcus Nispel ( États-Unis)

### Hommage àIrvin Kershner
- Les Yeux de Laura Mars (Eyes of Laura Mars) de Irvin Kershner
- L'Empire contre-attaque (The Empire strikes back) de Irvin Kershner

### Rétrospective «Jeux de miroirs»
- La Jetée de Chris Marker
- L'Armée des douze singes (12 Monkeys) de Terry Gilliam
- La Belle et la Bête (Beauty and the Beast) de Gary Trousdale et Kirk Wise
- La Belle et la Bête de Jean Cocteau
- La colline a des yeux (The Hills Have Eyes) de Wes Craven
- La colline a des yeux (The Hills Have Eyes) de Alexandre Aja
- King Kong de Merian C. Cooper et Ernest B. Schoedsack
- King Kong de Peter Jackson
- La Planète des singes de Franklin Schaffner
- La Planète des singes de Tim Burton

## Inédits vidéo
- Alien Apocalypse de Josh Becker (en) ( États-Unis)
- Blood Trails de Robert Krause ( Allemagne)
- Kaw de Sheldon Wilson ( États-Unis /  Canada)
- The Wig (가발, Gabal) de Won Shin-yun ( Corée du Sud)
- The Woods de Lucky McKee ( États-Unis /  Royaume-Uni /  Allemagne)
- Tale of Vampires (Frostbiten) d'Anders Banke ( Suède /  Russie)
- MPD Psycho (多重人格探偵サイコ, Tajuu Jinkaku Tantei Saiko?)  de Takashi Miike ( Japon)

## Jury

### Jury long métrage
- Président du jury : Irvin Kershner, réalisateur
- Julie Dreyfus, comédienne
- Émilie Simon, auteur, compositeur et interprète
- Graham Joyce, écrivain
- Léa Drucker, comédienne
- Charlotte de Turckheim, comédienne et réalisatrice
- Richard Bohringer, comédien et réalisateur
- Pierre-Paul Renders, réalisateur

### Jury court métrage

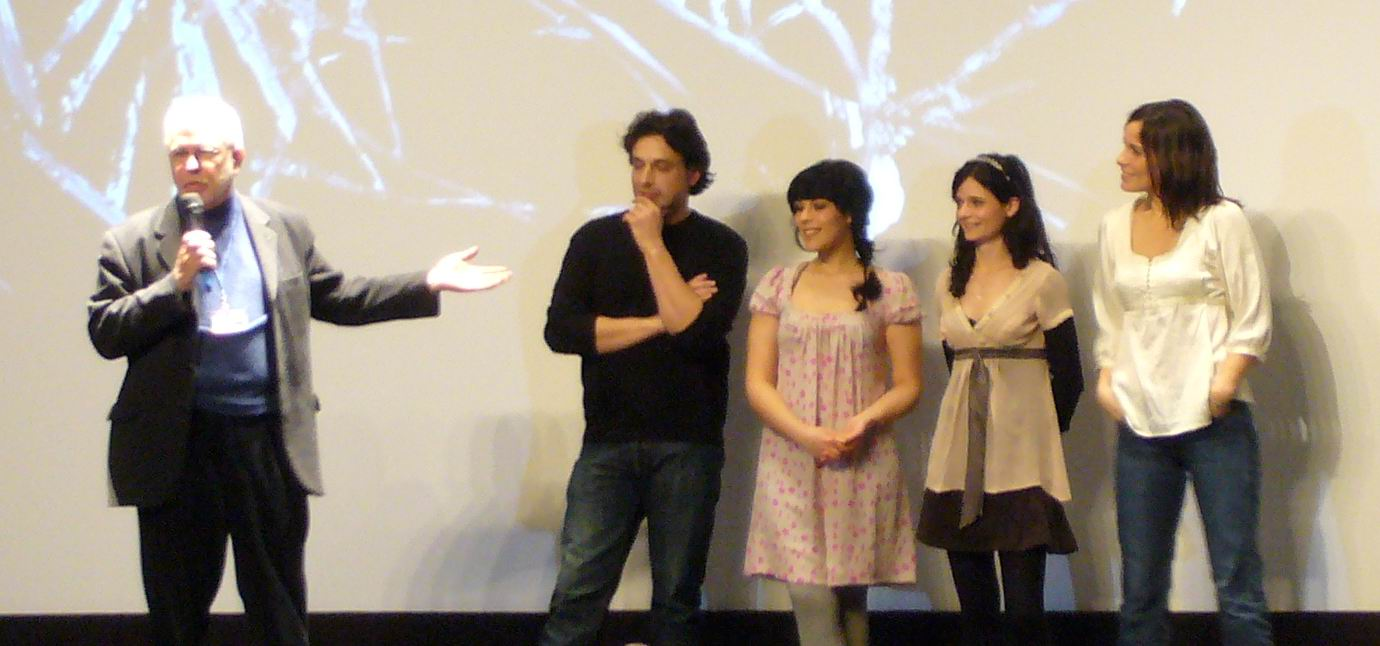
De gauche à droite : Bob Swaim, Bruno Salomone, Alysson Paradis, Salomé Lelouch, Zoé Félix

- Président du jury : Bob Swaim
- Zoé Félix
- Salomé Lelouch
- Alysson Paradis
- Bruno Salomone

### Auteurs du Salon du Grimoire
- Auteurs présents : Henri Lœvenbruck, Jay Elis, Renaud Benoist